# Kabinet-Frederiksen II
Het kabinet-Frederiksen II is de huidige regering van het Koninkrijk Denemarken sinds 15 december 2022. Het werd na de parlementsverkiezingen van 2022 gevormd door het sociaaldemocratische Socialdemokraterne en de liberale partijen Venstre en Moderaterne. Het kabinet staat onder leiding van premier Mette Frederiksen.
Bij het aantreden telde het kabinet, inclusief de premier, 23 ministers. Op 29 augustus 2024 werd echter een kabinetsherschikking doorgevoerd, waarbij drie nieuwe ministerschappen werden gecreëerd en één ministerie verdween. De nieuwe ministersposten waren Sociale Veiligheid en Paraatheid, Europese Zaken en Groene Tripartite. De portefeuille Europese Zaken werd gecreëerd in voorbereiding op het Deense voorzitterschap van de Raad van de Europese Unie in de tweede helft van 2025. Het ministerie van Ontwikkelingssamenwerking en Internationaal Klimaatbeleid werd opgedoekt; Ontwikkelingssamenwerking werd ondergebracht bij de minister van Buitenlandse Zaken, Internationaal Klimaatbeleid bij de minister van Klimaat en Energie.

## Samenstelling
| Ambtsbekleder                              | Ambtsbekleder                  | Ambtsbekleder                      | Functie                                                       | Ambtstermijn     | Ambtstermijn         | Partij               |
| ------------------------------------------ | ------------------------------ | ---------------------------------- | ------------------------------------------------------------- | ---------------- | -------------------- | -------------------- |
|                                            | Mette Frederiksen              | Mette Frederiksen (1977)           | Premier                                                       | 27 juni 2019     | heden                | Socialdemo- kraterne |
|                                            | Jakob Ellemann-Jensen          | Jakob Ellemann- Jensen (1973)      | Vicepremier                                                   | 15 december 2022 | 23 oktober 2023      | Venstre              |
| Troels Lund Poulsen                        | Troels Lund Poulsen (1976)     | 23 oktober 2023                    | Vicepremier                                                   | heden            | Venstre              |                      |
|                                            | Sophie Løhde                   | Sophie Løhde (1983)                | Minister van Binnenlandse Zaken                               | 15 december 2022 | heden                | Venstre              |
| Minister van Volksgezondheid               | Sophie Løhde                   | Sophie Løhde (1983)                |                                                               | 15 december 2022 | heden                | Venstre              |
|                                            | Lars Løkke Rasmussen           | Lars Løkke Rasmussen (1964)        | Minister van Buitenlandse Zaken                               | 15 december 2022 | heden                | Moderaterne          |
|                                            | Nicolai Wammen                 | Nicolai Wammen (1971)              | Minister van Financiën                                        | 27 juni 2019     | heden                | Socialdemo- kraterne |
|                                            | Peter Hummelgaard              | Peter Hummelgaard (1983)           | Minister van Justitie                                         | 15 december 2022 | heden                | Socialdemo- kraterne |
|                                            | Troels Lund Poulsen            | Troels Lund Poulsen (1976)         | Minister van Economische Zaken                                | 15 december 2022 | 22 augustus 2023     | Venstre              |
| Jakob Ellemann-Jensen                      | Jakob Ellemann- Jensen (1973)  | 22 augustus 2023                   | Minister van Economische Zaken                                | 23 oktober 2023  | Venstre              |                      |
| Troels Lund Poulsen                        | Troels Lund Poulsen (1976)     | 23 oktober 2023                    | Minister van Economische Zaken                                | 23 november 2023 | Venstre              |                      |
| Stephanie Lose                             | Stephanie Lose (1982)          | 23 november 2023                   | Minister van Economische Zaken                                | heden            | Venstre              |                      |
|                                            | Morten Bødskov                 | Morten Bødskov (1970)              | Minister van Industrie en Handel                              | 15 december 2022 | heden                | Socialdemo- kraterne |
|                                            | Jakob Ellemann-Jensen          | Jakob Ellemann- Jensen (1973)      | Minister van Defensie                                         | 15 december 2022 | 22 augustus 2023     | Venstre              |
| Troels Lund Poulsen                        | Troels Lund Poulsen (1976)     | 22 augustus 2023                   | Minister van Defensie                                         | heden            | Venstre              |                      |
|                                            | Pernille Rosenkrantz-Theil     | Pernille Rosenkrantz- Theil (1977) | Minister van Sociale Zaken en Minister van Huisvesting        | 15 december 2022 | 29 augustus 2024     | Socialdemo- kraterne |
| Sophie Hæstorp Andersen                    | Sophie Hæstorp Andersen (1974) | 29 augustus 2024                   | Minister van Sociale Zaken en Minister van Huisvesting        | heden            | Socialdemo- kraterne |                      |
|                                            | Ane Halsboe-Jørgensen          | Ane Halsboe- Jørgensen (1983)      | Minister van Arbeid                                           | 15 december 2022 | heden                | Socialdemo- kraterne |
|                                            | Mattias Tesfaye                | Mattias Tesfaye (1981)             | Minister van Onderwijs                                        | 15 december 2022 | heden                | Socialdemo- kraterne |
|                                            | Christina Egelund              | Christina Egelund (1977)           | Minister van Hoger Onderwijs en Wetenschap                    | 15 december 2022 | heden                | Moderaterne          |
|                                            | Thomas Danielsen               | Thomas Danielsen (1983)            | Minister van Transport                                        | 15 december 2022 | heden                | Venstre              |
|                                            |                                | Jacob Jensen (1973)                | Minister van Landbouw en Visserij                             | 15 december 2022 | heden                | Venstre              |
|                                            | Lars Aagaard                   | Lars Aagaard (1967)                | Minister van Klimaat en Energie                               | 15 december 2022 | heden                | Moderaterne          |
|                                            | Magnus Heunicke                | Magnus Heunicke (1975)             | Minister van Milieu                                           | 15 december 2022 | heden                | Socialdemo- kraterne |
| Minister voor Gelijkheid                   | Magnus Heunicke                | Magnus Heunicke (1975)             | 29 augustus 2024                                              | heden            |                      | Socialdemo- kraterne |
|                                            | Jakob Engel-Schmidt            | Jakob Engel- Schmidt (1983)        | Minister van Cultuur                                          | 15 december 2022 | heden                | Moderaterne          |
|                                            | Jeppe Bruus Christensen        | Jeppe Bruus Christensen (1978)     | Minister voor Belastingen                                     | 4 februari 2022  | 29 augustus 2024     | Socialdemo- kraterne |
|                                            | Rasmus Stoklund (1984)         | 29 augustus 2024                   | Minister voor Belastingen                                     | heden            | Socialdemo- kraterne |                      |
|                                            | Kaare Dybvad                   | Kaare Dybvad (1984)                | Minister voor Immigratie en Integratie                        | 2 mei 2022       | heden                | Socialdemo- kraterne |
|                                            | Dan Jørgensen                  | Dan Jørgensen (1975)               | Minister voor Ontwikkelings- samenwerking                     | 15 december 2022 | 29 augustus 2024     | Socialdemo- kraterne |
| Minister voor Internationaal Klimaatbeleid | Dan Jørgensen                  | Dan Jørgensen (1975)               |                                                               | 15 december 2022 | 29 augustus 2024     | Socialdemo- kraterne |
|                                            | Louise Schack Elholm           | Louise Schack Elholm (1977)        | Minister voor Noorse Samenwerking en Minister voor Godsdienst | 15 december 2022 | 23 november 2023     | Venstre              |
| Morten Dahlin                              | Morten Dahlin (1989)           | 23 november 2023                   | Minister voor Noorse Samenwerking en Minister voor Godsdienst | heden            | Venstre              |                      |
|                                            |                                | Mette Kierkgaard (1972)            | Minister voor Ouderenzaken                                    | 15 december 2022 | heden                | Moderaterne          |
|                                            | Marie Bjerre                   | Marie Bjerre (1986)                | Minister voor Digitale Zaken en Minister voor Gelijkheid      | 15 december 2022 | 23 november 2023     | Venstre              |
| Mia Wagner                                 | Mia Wagner (1977)              | 23 november 2023                   | Minister voor Digitale Zaken en Minister voor Gelijkheid      | 7 december 2023  | Venstre              |                      |
| Marie Bjerre                               | Marie Bjerre (1986)            | 7 december 2023                    | Minister voor Digitale Zaken en Minister voor Gelijkheid      | 29 augustus 2024 | Venstre              |                      |
|                                            |                                | Caroline Stage Olsen (1990)        | Minister voor Digitale Zaken                                  | 29 augustus 2024 | heden                | Moderaterne          |
|                                            |                                | Torsten Schack Pedersen (1976)     | Minister van Sociale Veiligheid en Paraatheid                 | 29 augustus 2024 | heden                | Venstre              |
|                                            | Jeppe Bruus Christensen        | Jeppe Bruus Christensen (1978)     | Minister voor de Groene Tripartite                            | 29 augustus 2024 | heden                | Socialdemo- kraterne |
|                                            | Marie Bjerre                   | Marie Bjerre (1986)                | Minister voor Europese Zaken                                  | 29 augustus 2024 | heden                | Venstre              |
|                                            | Stephanie Lose                 | Stephanie Lose (1982)              | Minister zonder portefeuille                                  | 8 maart 2023     | 1 augustus 2023      | Venstre              |

Kristensen ·
Hedtoft I ·
Hedtoft II ·
Eriksen ·
Hedtoft III ·
Hansen I ·
Hansen II ·
Kampmann I ·
Kampmann II ·
Krag I ·
Krag II ·
Baunsgaard ·
Krag III ·
Jørgensen I ·
Hartling ·
Jørgensen II ·
Jørgensen III ·
Jørgensen IV ·
Jørgensen V ·
Schlüter I ·
Schlüter II ·
Schlüter III ·
Schlüter IV ·
P.N. Rasmussen I ·
P.N. Rasmussen II ·
P.N. Rasmussen III ·
P.N. Rasmussen IV ·
A.F. Rasmussen I ·
A.F. Rasmussen II ·
A.F. Rasmussen III ·
L.L. Rasmussen I ·
Thorning-Schmidt I ·
Thorning-Schmidt II ·
L.L. Rasmussen II ·
L.L. Rasmussen III ·
Frederiksen I ·
Frederiksen II